# Nesvady
Nesvady este o comună slovacă, aflată în districtul Komárno din regiunea Nitra. Localitatea se află la altitudinea de 112 m deasupra n.m., se întinde pe o suprafață de 57,86 km2 și în 2017 număra 5.094 de locuitori.
Localitatea este înfrățită cu Kiskőrös.

## Istoric
Localitatea Nesvady este atestată documentar din 1269.

## Demografie
| An:                | 1994 | 2004   | 2014 | 2024   |
| ------------------ | ---- | ------ | ---- | ------ |
| Număr de persoane: | 5113 | 5000   | 5100 | 4963   |
| Diferență:         |      | −2,21% | +2%  | −2,68% |

| An:                | 2023 | 2024   |
| ------------------ | ---- | ------ |
| Număr de persoane: | 4974 | 4963   |
| Diferență:         |      | −0,22% |